# ОФГ Добрич
ОФГ Добрич е дивизия, в която се състезават отбори област Добрич. Разделена е на източна подгрупа и западна подгрупа. Шампионите на двете групи участват в областен финал, който излъчва участник за баражите за влизане в Североизточна аматьорска футболна лига.

## Източна подгрупа
През сезон 2022/23 в групата участват 11 отбора.

### Отбори 2022/23
- Албена 97 (Оброчище)
- Добруджанец (Овчарово)
- Добруджа 1919 II (Добрич)
- Дружба (Люляково)
- Заря 2006 (Крушари)
- Интер (Добрич)
- Калиакра 1923 (Каварна)
- Орловец 2008 (Победа)
- Партизан (Василево)
- ФК Спортист (Генерал Тошево)
- Христо Ботев 1946 (Стожер)

## Западна група
През сезон 2022/23 участват 8 тима.

### Отбори 2022/23
- Вихър 2013 (Бранище)
- Вихър (Жегларци)
- Добруджански спортист (Ст.Караджа)
- Дружба (Безмер)
- Искра 41 (Бенковски)
- Сокол 2012 (Соколово)
- Спартак (Зърнево)
- Спортист (Стефаново)